# Эрсаконское сельское поселение
Эрсако́нское се́льское поселе́ние — муниципальное образование в Адыге-Хабльском районе Карачаево-Черкесской Республики.
Административный центр — аул Эрсакон.

## География
Муниципальное образование расположено в северо-западной части западной зоны Адыге-Хабльского района. В состав поселения входят три населённых пункта.
Площадь территории сельского поселения составляет — 65,52 км2.
Граничит с землями муниципальных образований: Апсуанское сельское поселение на востоке, Старо-Кувинское сельское поселение на юге, Грушкинское сельское поселение на юго-западе, а также с землями Отрадненского района Краснодарского края на западе и Кочубеевского района Ставропольского края на севере.
Территория Эрсаконского сельского поселения расположена в переходной от равнинной к предгорной зоне республики. Рельеф местности представляет собой в основном полого-волнистую равнину с общим понижением террасы с юга на север. Средние высоты на территории сельского поселения составляют около 470 метра над уровнем моря. Абсолютные высоты достигают отметок в 500 метров.
Почвенный покров отличается исключительным разнообразием. Развиты черноземы предкавказские и предгорные. В пойме рек пойменные луговые почвы.
Гидрографическая сеть в основном представлена рекой Большой Зеленчук и с его мелкими родниковыми притоками.
Климат умеренно-теплый. Среднегодовая температура воздуха положительная и составляет около +9°С. Средняя температура июля +22°С, средняя температура января –3°С. Продолжительность вегетационного периода 210 дней. Местность относится к зоне достаточного увлажнения, однако раз в несколько лет, летом наблюдаются сильные восточные и северо-восточные ветры, которые несут засуху. Среднегодовое количество осадков составляет около 650 мм в год. Основная их часть приходится на период с апреля по июнь.

## История
До 1953 года Эрсаконский сельсовет входил в состав Кувинского района Черкесской автономной области, а аул Эрсакон являлся его административным центром.
В 1953 году с упразднением Кувинского района, сельсовет передан в состав Икон-Халкского района.
В 1957 году после упразднения Икон-Халкского района сельсовет передан в состав новообразованного Адыге-Хабльского района Карачаево-Черкесской автономной области.
В 2008 году Эрсаконский сельсовет реорганизован и преобразован в Эрсаконское сельское поселение.
Границы и статус сельского поселения установлены Законом Карачаево-Черкесии от 18 апреля 2008 года № 27-РЗ — «Об установлении границ муниципальных образований на территории Адыге-Хабльского муниципального района».

## Население
| 2002  | 2010  | 2012  | 2013  | 2014  | 2015  | 2016  |
| ----- | ----- | ----- | ----- | ----- | ----- | ----- |
| 2711  | ↗3798 | ↘3728 | ↘3692 | ↘3660 | ↘3656 | ↘3618 |
| 2017  | 2018  | 2019  | 2020  | 2021  | 2023  | 2024  |
| ↘3603 | ↗3623 | ↘3602 | ↘3594 | ↘3388 | ↘3355 | ↘3352 |

Процент от населения района — 20.48 %
Плотность — 51.16 чел./км2

### Национальный состав
По данным Всероссийской переписи населения 2010 года:
| Народ   | Численность, чел. | Доля от всего населения, % |
| ------- | ----------------- | -------------------------- |
| черкесы | 2 407             | 63,4 %                     |
| абазины | 572               | 15,1 %                     |
| русские | 486               | 12,8 %                     |
| татары  | 104               | 2,7 %                      |
| другие  | 229               | 6,0 %                      |
| всего   | 3 978             | 100 %                      |

По данным Всероссийской переписи населения 2021 года:
| Народ               | Численность, чел. | Доля от всего населения, % |
| ------------------- | ----------------- | -------------------------- |
| черкесы             | 2 373             | 70,04 %                    |
| абазины             | 486               | 14,34 %                    |
| русские             | 377               | 11,13 %                    |
| татары              | 62                | 1,83 %                     |
| другие / не указано | 90                | 2,66 %                     |
| всего               | 3 388             | 100,0 %                    |

## Состав поселения
| № | Населённый пункт | Тип населённого пункта      | Население | Доля от населения (%) |
| - | ---------------- | --------------------------- | --------- | --------------------- |
| 1 | Киево-Жураки     | хутор                       | ↘354      | 12,2 %                |
| 2 | Ново-Кувинск     | аул                         | ↘629      | 18,7 %                |
| 3 | Эрсакон          | аул, административный центр | ↘2405     | 69,1 %                |

## Территориальное деление
Площадь сельского поселения составляет — 65,52 км2. Из них:
| № | Назначение                             | Площадь в км2 | Доля в % |
| - | -------------------------------------- | ------------- | -------- |
| 1 | Земли сельскохозяйственного назначения | 54,90         | 83,79 %  |
| 2 | Земли населённых пунктов               | 2,75          | 4,26 %   |
| 3 | Земли лесного фонда                    | 1,04          | 1,59 %   |
| 4 | Земли под дорогами                     | 0,74          | 1,13 %   |
| 5 | Земли водного фонда                    | 0,41          | 0,63 %   |
| 6 | Земли различных застроек               | 0,11          | 0,17 %   |
| 7 | Иные территориальные зоны              | 5,57          | 8,50 %   |
| 8 | Итого                                  | 65,52         | 100,0 %  |

## Экономика
Основной экономической специализацией сельского поселения являются растениеводство и животноводство. В растениеводстве преобладают технические и зерновые культуры. Также выращивают картофель и овощи. В животноводстве преобладают продукты крупного рогатого скота — мясо и молоко.
Промышленность на территории сельского поселения представлены следующими бюджетообразующими объектами: 
- ОАО «Эрсаконский кирпичный завод» — добыча и производство керамического кирпича.
- ООО «Киево-Жураки» — производство и переработка животноводческой продукции.